# Kristen Hager
Kristen Hager (2 de janeiro de 1984) é uma atriz canadense. Ela co-estrelou em filmes Aliens vs. Predator: Requiem (2007) e Wanted (2008), e interpretou Leslie Van Houten no filme independente Leslie, My Name Is Evil (2009). De 2011 a 2014, Hager estrelou como Nora Sergeant na série de comédia dramática sobrenatural da Syfy, Being Human.

## Vida pessoal e carreira
Hager nasceu em Red Lake, Ontário. Ela fez sua primeira aparição na televisão em uma minissérie da Lifetime, onde ganhou um papel em Beach Girls, em 2005. No ano seguinte, Hager teve um papel recorrente na série de curta duração Runaway, da The CW. Em 2007, ela teve um pequeno papel no filme de drama biográfico I'm Not There, e no mesmo ano interpretou uma das protagonistas no filme de terror de ação e ficção científica Aliens vs. Predator: Requiem, a sequência de Alien vs. Predador. Em 2008, ela interpretou a namorada do personagem de James McAvoy no thriller de ação Wanted.
Em 2009, Hager desempenhou o papel principal de Leslie Van Houten no filme independente Leslie, My Name Is Evil. Ela teve um papel coadjuvante na série canadense de drama familiar, Wild Roses, e estrelou como personagem principal na minissérie Valemont, da MTV. Em 2011, ela foi escalada como Nora Sergeant na série de comédia dramática sobrenatural Being Human, do Syfy. A série terminou após quatro temporadas, em 2014. Hager também apareceu nos filmes A Little Bit Zombie (2012), The Right Kind of Wrong (2013) e The Barber. Em 2015, Hager foi escalada como personagem principal no piloto de drama The Adversaries, da ABC, que retrata uma dinastia legal de Nova York, co-estrelando ao lado de Christine Lahti e Terry O'Quinn.

## Filmografia

### Cinema
| Ano  | Filme                        | Papel             |
| ---- | ---------------------------- | ----------------- |
| 2007 | I'm Not There                | Mona / Polly      |
| 2007 | Aliens vs. Predator: Requiem | Jesse Salinger    |
| 2008 | Wanted                       | Cathy             |
| 2009 | You Might as Well Live       | Cookie De Whitt   |
| 2009 | Leslie, My Name Is Evil      | Leslie Van Houten |
| 2011 | Textuality                   | Dani              |
| 2011 | Servitude                    | Jenny             |
| 2012 | A Little Bit Zombie          | Sarah             |
| 2013 | The Right Kind of Wrong      | Julie Deere       |
| 2014 | The Barber                   | Audrey            |
| 2015 | Life                         | Veronica          |
| 2015 | In Embryo                    | Lilly             |
| 2018 | Clara                        | Rebecca           |
| 2019 | The Turkey Bowl              | Jen               |
| 2020 | Blood and Money              | Debbie            |

### Televisão
| Ano          | Título                            | Papel                         | Notas                                                                              |
| ------------ | --------------------------------- | ----------------------------- | ---------------------------------------------------------------------------------- |
| 2005         | Recipe for a Perfect Christmas    | Morgan                        | Filme televisivo                                                                   |
| 2005         | Beach Girls                       | Skye                          | Papel principal; 6 episódios                                                       |
| 2006         | Runaway                           | Kylie                         | 9 episódios                                                                        |
| 2007         | St. Urbain's Horseman             | Ingrid                        | Minissérie                                                                         |
| 2008         | The Dresden Files                 | Polly                         | Episódio: "Storm Front"                                                            |
| 2008         | Sophie                            | Miriam Cambridge              | Episódio: "Guess Who's Coming to Dinner?"                                          |
| 2008         | Of Murder and Memory              | Aimee Linden                  | Filme televisivo                                                                   |
| 2009         | Wild Roses                        | Adele Emond                   | 7 episódios                                                                        |
| 2009         | The Listener                      | Anna Sokur                    | Episódio: "I'm An Adult"                                                           |
| 2009         | Valemont                          | Maggie Gracen / Sophie Fields | Minissérie                                                                         |
| 2009         | Sorority Wars                     | Heather                       | Filme televisivo                                                                   |
| 2010         | CSI: Miami                        | Melissa Walls                 | 2 episódios                                                                        |
| 2010         | Ties That Bind                    | Rachel Thomas                 | Filme televisivo                                                                   |
| 2011         | NCIS: Los Angeles                 | Star                          | Episódio: "Imposters"                                                              |
| 2011–2014    | Being Human                       | Nora Sergeant                 | Papel principal nas temporadas 2–4; Papel recorrente na 1a temporada; 39 episódios |
| 2014         | Untitled Miami Project            | Luanne                        | Episódio piloto                                                                    |
| 2015         | The Adversaries                   | Jess Fisher                   | Episódio piloto                                                                    |
| 2015         | The Expanse                       | Ade Nygaard                   | 2 episódios                                                                        |
| 2015         | Masters of Sex                    | Isabella Ricci                | Episódio: "Two Scents"                                                             |
| 2016         | Gotham                            | Nora Fries                    | 2 episódios                                                                        |
| 2017         | The Kennedys: After Camelot       | Joan Kennedy                  | 4 episódios                                                                        |
| 2017         | Law & Order: Special Victims Unit | Abby Clarke                   | Episódio: "Spellbound"                                                             |
| 2018         | NCIS: New Orleans                 | Adrian Cohen                  | Episódio: "Identity Crisis"                                                        |
| 2018–2020    | Condor                            | Mae Barber                    | Papel principal                                                                    |
| 2021–present | Chicago Med                       | Stevie Hammer                 | Série regular                                                                      |